# Opheltius
Opheltius is de naam van twee personages die voorkomen in de Ilias van Homerus. De eerste keer is hij een Trojaan, die gedood wordt door de Griek Euryalus. De tweede keer is hij een Griek die gedood wordt door Hector.